# Marphysa sessilobranchiata
Marphysa sessilobranchiata är en ringmaskart som beskrevs av Hartmann-Schröder 1984. Marphysa sessilobranchiata ingår i släktet Marphysa och familjen Eunicidae. Inga underarter finns listade i Catalogue of Life.